# Iglesia de San Esteban (Los Balbases)
La Iglesia de San Esteban se encuentra en Los Balbases, Provincia de Burgos (España).
Es de esbelta e imponente construcción, se alza majestuosa y está dedicada a San Esteban, patrono de la parroquia. Es de estilo gótico, de mediados del siglo XIII, al igual que la portada principal, de gran abocinado y sobriedad escultórica.
Se accede a la iglesia por una gran escalinata pétrea, de tres calles y dos pasamanos, obra de la familia Hernaltes y de Francisco Bocos, realizada en la segunda mitad del siglo XVIII. Es una iglesia de cruz latina, con una gran esbeltez, llamando la atención la altura de sus bóvedas góticas y las grandes dimensiones de sus tres naves y crucero, propias de una catedral. Conserva restos románicos en su exterior e interior.
En esta grandiosa iglesia, podemos contemplar el bellísimo retablo del altar mayor, obra del retablista José Carcedo que lo construyó entre los años 1787 y 1790. En la arquitectura barroca de este retablo, el artista enmarcó las tablas hispano-flamencas de finales del siglo XV (1480-1500), obra del "Maestro de Los Balbases", y que representan escenas de la vida de San Esteban y del traslado de sus restos.
Bellamente distribuidos por el interior de la iglesia, se puede contemplar una imagen de Cristo (siglo XIII), y las imágenes de Cristo crucificado, la Dolorosa y San Juan, formando un calvario gótico, de la segunda mitad del siglo XIII.
Así mismo, podemos admirar un Cristo Yacente, de la escuela castellana, y varios retablos realizados en los siglos XVII y XVIII.
Notables son la antesacristía, o sacristía primitiva, con un aguamanil del siglo XVIII, obras de los artistas Hernaltes y Peña. La sacristía, realizada por los mismos artistas, se halla profusamente decorada, y allí se encuentra una cajonería, sillería y armario-ropero, realizados en madera de nogal y cerezo.
En este espléndido marco, se ha colocado parte del Museo Parroquial, con orfebrería y pintura, digno de ser contemplado con atención y detenido deleite.